# Коган, Елена Ильинична
Елена Ильинична Коган (р. 6.06.1935, г. Запорожье, Украинская ССР) — советский российский, затем американский библиограф, краевед, книговед. Кандидат педагогических наук (1969). В 1969—1997 годах преподавала в Челябинском государственном институте культуры; с 1972 доцент, с 1991 профессор. С 1997 г. в США, основное направление просветительской и научной работы — наведение «литературных мостов» между американской и российской книжностью.
Проживает в Нью-Йорке.

## Биография
Родилась 6 июня 1935 в украинском городе Запорожье.
После окончания средней школы Елена предполагала стать медиком, но поступила в Гродненское культпросветучилище.
Заканчивает обучение получив квалификацию дирижёра хора. Сдала документы в консерваторию, но безуспешно. В результате случайного в чём-то выбора Елена становится студенткой библиографического факультета Ленинградского библиотечного института . «Этот, по мнению Е. И. Коган, случайный выбор определил дальнейший жизненный путь»
Окончила Ленинградский библиотечный институт им. Н. К. Крупской в 1957 году. Получила распределение на должность руководителя районной библиотеки в Курской области. Елена Коган 8 лет работала в Курской областной универсальной научной библиотеке, библиографом, заведующим сектором краеведческой библиографии. Подготовленные библиографические указатели «Курская область», «Курский край в художественной и мемуарной литературе» (1962) получили признание специалистов (Туровская, А. А. Курский край в художественной и мемуарной литературе / А. А. Туровская // Советская библиография — 1963. — № 4. — С. 84-85). Так Елена Коган нашла своё дело, определив область научно-педагогической активности на многие годы.
В 1965 году Елена Коган вернулась в альма-матер и поступила в аспирантуру Ленинградского библиотечного института. В 1969 году успешно защитила кандидатскую диссертацию на тему «Советская краеведческая биобиблиография» под руководством Михаила Аркадьевича Брискмана.
Во время аспирантской учёбы поступило в 1968 году предложение-направление на работу в Министерстве культуры РСФСР. Авантюрно, по словам самой Елены Коган, отказала Министерству и выбрала для работы библиотечное отделение Чимкентского женского педагогического
института. После защиты диссертации перевелась в Челябинский государственный институт культуры. Кафедра библиографии библиотечного факультета стала тем местом силы педагога и ученого.
В 1983 году на библиотечном факультете было организовано студенческое библиографическое бюро — единственное в стране. За время своего существования бюро стало библиографической школой мастерства для более чем 200 студентов. Все ею участники стали отличными специалистами, а некоторые преподавателями и руководителями специальных кафедр Челябинской государственной академии культуры и искусств.
В 1997 г. Е. И. Коган переехала на постоянное место жительства в США. Проживает в Нью-Йорке.
«Переезд задал новый вектор интересов исследователя. Освоившись в новой культурной, языковой и интеллектуальной среде, Елена Ильинична с присущей ей энергией принялась осваивать русскоязычные ресурсы, накопленные в крупнейших библиотеках, рецензировать поступающие из России оригинальные издания» . В эти годы подготовила два крупных библиографических сборника (изданные в 2005 и 2011 годах), написала ряд важных критических статей, собранных в избранном («Читают ли в Америке Толстого?» 2011 года). В 2009 году опубликовала в России статью «Н. В. Гоголь: новые находки» (ж. Библиография. — 2009. — N 2. — С. 84-87 : 1 фот., 1 портр. — ISSN 0869-6020), посвященная находке осенью 2008 года в Нью-Йорке двадцатистраничной рукописи третьей главы второй книги «Мертвых душ» (как оказалось позднее — это список, выполненным грамотным переписчиком).

## Оценки современников
Российский книговед и библиографовед К. М. Сухоруков о книге «Мост через океан : сборник статей о Славяно-Балтийском отделе Нью-Йоркской публичной библиотеки» писал, что в создании «огромная заслуга в этом, безусловно, принадлежит Елене Ильиничне Коган человеку, энергии, эрудиции и трудолюбию которого можно только позавидовать: она подает своим коллегам по обе стороны Атлантики пример неиссякаемого оптимизма, творческого поиска, любви к российской книге» (Сухоруков, К. М. Нью-Йоркские хранители российской книжной культуры / К. М. Сухоруков // Библиография — 2007. — № 6. — С. 91-94).